# FC Kuban Krasnodar
FC Kuban Krasnodar (russisk: Футбольный клуб «Кубань» Краснодар) er en russisk fodboldklub, med base i Krasnodar.
- Fra 1928 til 1953 blev holdet kaldet Dynamo
- Fra 1954 til 1957 blev holdet kaldet Neftjanik
- Fra 1960 til 1962 blev holdet kaldet Spartak

## Eksterne links
- Officiel hjemmeside Arkiveret 3. juli 2017 hos  Wayback Machine

| Fodbold | Spire Denne artikel om en fodboldklub er en spire som bør udbygges. Du er velkommen til at hjælpe Wikipedia ved at udvide den. |